# Williams FW21
El Williams FW21 fue el coche con el que el equipo Williams compitió en la temporada 1999 de Fórmula 1. Lo conducía el alemán Ralf Schumacher, que había cambiado desde Jordan por su compatriota Heinz-Harald Frentzen, y el italiano Alessandro Zanardi, que había corrido por última vez en la Fórmula 1 en 1994 pero desde entonces había ganado dos veces el campeonato CART.

## Diseño

### Livery
Esta fue la segunda y última temporada de Williams en utilizar el patrocinio de Winfield, antes de cambiar a Compaq en 2000. Williams utilizó los logotipos de "Winfield", excepto en los Grandes Premios de Francia y Gran Bretaña.

### Motor
Esta fue también la última temporada que el equipo utilizó un motor Renault (con la insignia de cliente Supertec) hasta que se instaló uno en el FW34 ganador de la carrera en 2012; y se activó un nuevo acuerdo de fábrica con BMW para la temporada 2000.

## Resumen de la temporada
Aunque Ralf Schumacher tuvo una gran temporada y fue consistentemente rápido con el nuevo diseño del FW21, Zanardi tuvo problemas durante toda la temporada con las características de manejo de los neumáticos ranurados recientemente introducidos y no logró sumar ningún punto. Fue sustituido a finales de año en favor del piloto de Fórmula 3 Jenson Button.
El equipo finalmente terminó quinto en el Campeonato de Constructores, con 35 puntos, todos anotados por Ralf Schumacher y, por lo tanto, Williams terminó con su peor temporada desde 1990.

## Resultados
(Clave) (negrita indica pole position) (cursiva indica vuelta rápida)

| Año     | Motor             | Neu. | N.º | Pilotos         | 1   | 2   | 3   | 4   | 5   | 6   | 7   | 8   | 9   | 10  | 11  | 12  | 13  | 14  | 15  | 16  | Puntos | Pos. |
| ------- | ----------------- | ---- | --- | --------------- | --- | --- | --- | --- | --- | --- | --- | --- | --- | --- | --- | --- | --- | --- | --- | --- | ------ | ---- |
| 1999    | Supertec FB01 V10 | B    |     |                 | AUS | BRA | SMR | MON | ESP | CAN | FRA | GBR | AUT | GER | HUN | BEL | ITA | EUR | MYS | JPN | 35     | 5º   |
| 1999    | Supertec FB01 V10 | B    | 5   | Alex Zanardi    | Ret | Ret | 11  | 8   | Ret | Ret | Ret | 11  | Ret | Ret | Ret | 8   | 7   | Ret | 10  | Ret | 35     | 5º   |
| 1999    | Supertec FB01 V10 | B    | 6   | Ralf Schumacher | 3   | 4   | Ret | Ret | 5   | 4   | 4   | 3   | Ret | 4   | 9   | 5   | 2   | 4   | Ret | 5   | 35     | 5º   |
| Fuente: |                   |      |     |                 |     |     |     |     |     |     |     |     |     |     |     |     |     |     |     |     |        |      |